# NFL sezona 1968.
NFL sezona 1968. je 49. po redu sezona nacionalne lige američkog nogometa. 
Sezona je počela 14. rujna 1968. Utakmica za naslov prvaka NFL lige odigrana je 29. prosinca 1969. u Clevelandu u Ohiju na Cleveland Stadiumu. U njoj su se sastali pobjednici istočne konferencije Cleveland Brownsi i pobjednici zapadne konferencije Baltimore Coltsi. Pobijedili su Coltsi rezultatom 34:0 i osvojili svoj treći naslov prvaka NFL-a. U utakmici za treće mjesto (Playoff Bowlu) Dallas Cowboysi su pobijedili Minnesota Vikingse 17:13.
Sezona je završila 12. siječnja 1969. Super Bowlom III, utakmicom između Coltsa i pobjednika AFL lige New York Jetsa u kojoj su pobijedili Jetsi 16:7.
New York Giantsi i New Orleans Saintsi su prije početka sezone zamijenili divizije, Giantsi su prešli u diviziju Capitol, a Saintsi u diviziju Century.

## Poredak po divizijama na kraju regularnog dijela sezone
| Istočna konferencija |     |     |     |      |     |     |
| Divizija Capitol     |     |     |     |      |     |     |
| Momčad               | Pob | Por | Ner | %    | P+  | P-  |
| Dallas Cowboys *     | 12  | 2   | 0   | 85,7 | 431 | 186 |
| New York Giants      | 7   | 7   | 0   | 50,0 | 294 | 325 |
| Washington Redskins  | 5   | 9   | 0   | 35,7 | 249 | 358 |
| Philadelphia Eagles  | 2   | 12  | 0   | 14,3 | 202 | 351 |
| Divizija Century     |     |     |     |      |     |     |
| Momčad               | Pob | Por | Ner | %    | P+  | P-  |
| Cleveland Browns *   | 10  | 4   | 0   | 71,4 | 394 | 273 |
| St. Louis Cardinals  | 9   | 4   | 1   | 69,2 | 325 | 289 |
| New Orleans Saints   | 4   | 9   | 1   | 30,8 | 246 | 327 |
| Pittsburgh Steelers  | 2   | 11  | 1   | 15,4 | 244 | 397 |

| Zapadna konferencija |     |     |     |      |     |     |
| Divizija Coastal     |     |     |     |      |     |     |
| Momčad               | Pob | Por | Ner | %    | P+  | P-  |
| Baltimore Colts *    | 13  | 1   | 0   | 92,9 | 402 | 144 |
| Los Angeles Rams     | 10  | 3   | 1   | 76,9 | 312 | 200 |
| San Francisco 49ers  | 7   | 6   | 1   | 53,8 | 303 | 310 |
| Atlanta Falcons      | 2   | 12  | 0   | 14,3 | 170 | 389 |
| Divizija Central     |     |     |     |      |     |     |
| Momčad               | Pob | Por | Ner | %    | P+  | P-  |
| Minnesota Vikings *  | 8   | 6   | 0   | 57,1 | 282 | 242 |
| Chicago Bears        | 7   | 7   | 0   | 50,0 | 250 | 333 |
| Green Bay Packers    | 6   | 7   | 1   | 46,2 | 281 | 227 |
| Detroit Lions        | 4   | 8   | 2   | 33,3 | 207 | 241 |

Napomena: * - ušli u doigravanje kao pobjednik divizije, % - postotak pobjeda, P± - postignuti/primljeni poeni

## Doigravanje

### Konferencijska finala
- 21. prosinca 1968. Cleveland Browns - Dallas Cowboys 31:20
- 22. prosinca 1968. Baltimore Colts - Minnesota Vikings 24:14

### Playoff Bowl
- 5. siječnja 1969. Dallas Cowboys - Minnesota Vikings 17:13

### Prvenstvena utakmica NFL-a
- 29. prosinca 1968. Cleveland Browns - Baltimore Colts 0:34

### Super Bowl
- 12. siječnja 1969. New York Jets - Baltimore Colts 16:7

## Nagrade za sezonu 1968.
- Najkorisniji igrač (MVP) - Earl Morrall, quarterback, Baltimore Colts
- Trener godine - Don Shula, Baltimore Colts
- Novajlija godine u napadu - Earl McCullouch, wide receiver, Detroit Lions
- Novajlija godine u obrani - Claude Humphrey, defensive end, Atlanta Falcons

## Statistika

### Statistika po igračima

#### U napadu
- Najviše jarda dodavanja: John Brodie, San Francisco 49ers - 3020
- Najviše jarda probijanja: Leroy Kelly, Cleveland Browns - 1239
- Najviše uhvaćenih jarda dodavanja: Roy Jefferson, Pittsburgh Steelers - 1074

#### U obrani
- Najviše presječenih lopti: Willie Williams, New York Giants - 10

### Statistika po momčadima

#### U napadu
- Najviše postignutih poena: Dallas Cowboys  - 431 (30,8 po utakmici)
- Najviše ukupno osvojenih jarda: Dallas Cowboys - 365,5 po utakmici
- Najviše jarda osvojenih dodavanjem: Dallas Cowboys - 216,1 po utakmici
- Najviše jarda osvojenih probijanjem: Chicago Bears - 169,8 po utakmici

#### U obrani
- Najmanje primljenih poena: Baltimore Colts - 133 (10,3 po utakmici)
- Najmanje ukupno izgubljenih jarda: Los Angeles Rams - 222,7 po utakmici
- Najmanje jarda izgubljenih dodavanjem: Green Bay Packers - 128,3 po utakmici
- Najmanje jarda izgubljenih probijanjem: Dallas Cowboys - 85,4 po utakmici

## Vanjske poveznice
- Pro-Football-Reference.com, statistika sezone 1968. u NFL-u
- NFL.com, sezona 1968.